# 이집트 분수
이집트 분수(Egyptian fraction)는 다음과 같은 별개의 단위분수의 유한개의 합의 형태를 가리킨다. 예를 들면 다음과 같다.
{\displaystyle {{43} \over {48}}={{1} \over {2}}+{{1} \over {3}}+{{1} \over {16}}}

## 응용
이집트 분수는 이집트에서 기원전부터 사용한 역사적인 사실 외에도, 분수의 또 다른 표현에서 몇 가지 실질적인 잇점이 있다. 예를 들어 이집트 분수는 많은 개체를 동일한 공유로 나누는 데 도움을 줄 수 있다. 예를 들어, 만약  8명의 저녁 식사에 5개의 피자를 똑같이 나누기를 원한다면,
이집트 분수 표현은
{\displaystyle {\frac {5}{8}}={\frac {1}{2}}+{\frac {1}{8}}}
즉, 각 사람이 피자 반쪽과 나머지 피자 8분의 1을 더 받는다는 것이 동일한 공유로 가능함을 보여준다.
이것은 피자 4개를 반으로 나누고 나머지 피자는 8개로 나눈것이다.
또한 이것은 5개의 피자를 반으로 나누고 나뉜 피자 10개를 다시  각각 8개로 나누어 총80개로 나뉜 피자를 8명이서 10개씩 나눈것을 의미한다.

## 수론
- 소수 유사완전수(primary pseudoperfect numbers) 그리고 스테판 즈남(Štefan Znám)의 즈남 문제(Znám problem)는 다음과 같은 이집트 분수 형태에서 밀접한 관련이 있다.

{\displaystyle \sum {{1} \over {x_{i}}}+\prod {{1} \over {x_{i}}}=1}
- 조합론 그리고 수론에서 에르되시-그레이엄 추측(Erdős–Graham conjecture)은 유한함을 전제로 아래 이집트 분수형태와 관련있다고 여겨졌다.

{\displaystyle \sum _{n\in S}{{1} \over {n}}=1}
에르되시 팔과 로널드 그레이엄의 이 추측은 2003년 에르네스트 크로오트(Ernest S. Croot III)에 의해 증명되었다.

## 같이 보기
- 실베스터 수열